# Maria Mesner
Maria Mesner (* 23. Juli 1960 in Braunau am Inn) ist die wissenschaftliche Leiterin des Bruno-Kreisky-Archivs Wien.

## Leben
Maria Mesner wuchs in Braunau am Inn auf und maturierte am dortigen Bundesgymnasium im Jahre 1978. Nach der Matura begann sie ein Doppelstudium der Geschichte und deutschen Philologie sowie der Soziologie an der Universität Wien.
Nach ihrer Sponsion zur Mag.a phil. wechselte sie in das Renner-Institut in Wien, wo sie in der Folge bis 1999 als wissenschaftliche Mitarbeiterin, Mitarbeiterin der historischen Abteilung des Renner-Instituts im Studien- und Forschungszentrum „Vorwärts“ und ab Oktober 1996 als Leiterin der Abteilung Sozialwissenschaften und Dokumentation des Renner-Instituts wirkte.
1994 promovierte sie zur Dr. phil. am Institut für Geschichte der Universität Wien und ist seit 1997 auch als Lektorin an den Instituten für Geschichte und Zeitgeschichte der Universität Wien tätig.
2004 habilitierte sie an der geistes- und kulturwissenschaftlichen Fakultät der Universität Wien und erhielt die venia docendi für „Zeitgeschichte“ und ist seit dem Studienjahr 2007/08 auch Lehrbeauftragte am Referat Genderforschung der Universität Wien.
Seit 2000 ist Maria Mesner die geschäftsführende Leiterin des Bruno-Kreisky-Archivs in Wien.

## Weitere Tätigkeitsbereiche
- 1998–2001: Mitglied des wissenschaftlichen Beirats des „Schwerpunktes frauenspezifische politikrelevante Hochschulforschung“ im Bundesministerium für Wissenschaft und Verkehr
- 09/1999–09/2005: Vizepräsidentin der ITH (Internationale Tagung der Historiker und Historikerinnen der ArbeiterInnenbewegung und anderer sozialer Bewegungen), seither Kuratoriumsmitglied
- seit 12/2001: Mitherausgeberin der ÖZG (Österreichische Zeitschrift für Geschichtswissenschaften)
- seit 1997: Vorstandsmitglied der IG externe LektorInnen und freie WissenschafterInnen, davon:
- 2000–2002: als Präsidentin
- 2004/05: Mitglied des Programmkomitees für Geistes-, Kultur- und Sozialwissenschaften am Bundesministerium für Bildung, Wissenschaft und Kultur
- seit 2018: Studienprogrammleiterin Geschichte (SPL 7) an der Universität Wien